# Schizonycha rurigena
Schizonycha rurigena är en skalbaggsart som beskrevs av Brenske 1898. Schizonycha rurigena ingår i släktet Schizonycha och familjen Melolonthidae. Inga underarter finns listade i Catalogue of Life.